# کوره‌های عله ب
کوره‌های عله ب مربوط به دوره عیلامیان است و در شهرستان شوشتر، روستای بندقیر واقع شده و این اثر در تاریخ ۵ آذر ۱۳۸۰ با شمارهٔ ثبت ۴۲۷۳ به‌عنوان یکی از آثار ملی ایران به ثبت رسیده است.